# بلتران
بلتران (انگلیسی: Beltrán, Cundinamarca) شهری در کلمبیا در بخش کوندینامارکا با ۱٬۹۴۷ نفر جمعیت است.